# Gymnopapuaia brunneisquama
Gymnopapuaia brunneisquama är en tvåvingeart som beskrevs av John Richard Vockeroth 1972. Gymnopapuaia brunneisquama ingår i släktet Gymnopapuaia och familjen husflugor.
Artens utbredningsområde är Papua Nya Guinea. Inga underarter finns listade i Catalogue of Life.